# Xamfrà (centre)
Xamfrà és un centre de música i escena del barri del Raval de Barcelona, que té com a finalitat que nens, nenes i joves tinguin l'oportunitat de participar i compartir tallers de música, teatre i dansa. És un espai de possibles trobades mitjançant els llenguatges compartits de les arts. Xamfrà vol ser un espai perquè nens, joves, gent gran i famílies del Raval, de Ciutat Vella i de la ciutat es trobin i comparteixin vivències a través de la música i les arts escèniques.
El centre es va crear el 2004 liderat per la Fundació l'ARC Música després d'un projecte de col·laboració amb el Casal dels Infants del Raval i d'algunes experiències en instituts. També participa en el Projecte educatiu de ciutat de Barcelona.
La seva activitat va començar l'any 2005, en aules i espais cedits per l'Institut Miquel Tarradell. L'any següent va ser reconegut per l'Ajuntament de Barcelona. Al llarg dels anys les activitats del centre s'han obert a escoles i instituts del barri i de la ciutat. Alhora, l'equip de gestió treballa perquè el centre sigui un dels nusos de xarxa educativa i social que s'impulsa des de la Fundació Tot Raval, de la qual és membre des de 2005, i treballa en col·laboració amb centres oberts i casals del barri i de la ciutat.
Des del curs 2009-2010, els tallers de Xamfrà van passar a fer-se al local propi al c/Tàpies, un espai degudament equipat per cessió del Districte de Ciutat Vella amb el qual la Fundació l'ARC Música, estableix les bases d'un conveni de compromís amb el barri i el districte d'obligatorietat de fer un ús sociocultural i artístic de l'espai, amb especial dedicació a l'atenció de famílies i infants amb poques possibilitats d'accés a activitats de participació cultural i artística de manera continuada i a joves en risc d'exclusió social.

## Objectius
És un centre que aposta per la discriminació positiva i que es basa en un plantejament metodològic "coral" (de coordinació i participació). Busca la participació cultural de joves del barri i les seves famílies. Es basa en principis d'actuació en xarxa i els seus objectius són contribuir a millorar el nivell d'autoestima als joves, a prendre consciència de la responsabilitat individual vers el grup, a percebre la diversitat cultural com a font de riquesa, a promoure el reconeixement social vers la tasca unitària, a fomentar el treball en equip, a facilitar el coneixement, el contacte i la cooperació amb altres entitats i projectes socials, educatius i culturals. Comparteix les seves experiències artístiques i educatives amb altres centres. Vol fomentar la creativitat dels joves i desenvolupar les capacitats d'atenció, concentració i coordinació des del "mestissatge" artístic. Pretén educar els joves perquè aprenguin a conviure en el "mestissatge" social i per a fomentar el seu criteri propi.
L'assoliment dels objectius és un procés llarg, però no obstant això, la contribució d'un centre d'aquestes característiques pot fer en pro de la dignitat dels individus, de la seva condició de ciutadans, i, en conseqüència, en pro de la pau i la bona convivència.
El treball a Xamfrà sempre es fa en grup, a través dels llenguatges de les arts que són un element motivador. Aquest treball col·lectiu s'aconsegueix amb el compromís i els esforços individuals i, a més a més, es presenta als veïns del barri. La ideologia del projecte defensa que aquesta línia educativa a través de l'art com a canal de comunicació comú permet als nens i joves trobar en l'expressió musical i escènica una via de comunicació entre ells i amb l'entorn, afavorint el coneixement i la valoració mútua.

## Accions
El centre es va posar en marxa al curs 2004-2005, començant per la seva difusió. Durant el curs s'executen i es fa el seguiment dels diversos tallers i també s'encarreguen de fer la difusió del centre entre els nois i noies del barri. Tenen relació amb altres entitats educatives, culturals i socials del barri tant com amb altres centres de formació artística i educativa. També fan la programació exterior dels projecte i del projecte artístic (la creació, la preparació, la difusió i l'organització).
Al final del curs joves creen un espectacle entre totes i tots. L'organització i l'equip de treball s'encarrega de posar les condicions per a la matriculació dels alumnes. També despleguen molt detalladament els tallers setmanals i fan una previsió de creixement. Es fa un seguiment dels nois i noies que participen en el projecte. També participa amb l'ESMUC rebent i col·laborant amb alumnes de pràcticum. Col·labora amb altres entitats que treballen en projectes d'integració social. L'organització procura que hi hagi bons recursos materials: tenir un local, tenir instruments, tenir els elements escènics necessaris....
L'any 2007 va aconseguir un conveni amb l'obra social de La Caixa per l'activitat de "Lluita contra la pobresa i l'exclusió social"
De tant en tant col·labora musicalment o artísticament en projectes externs com el "Festival Punto y Raya del CCCB".
L'any 2012 va participar en el projecte "Et toca a tu" de l'Auditori de Barcelona, on la Coral Infantil de Xamfrà i el Grup Orff van fer un concert amb la OBC i el projecte social "Barris en Solfa".
Els tallers de Xamfrà aprofiten la riquesa de les arts escèniques per afavorir la convivència en la nostra societat. És per això que centra les seves accions en:
- Aprendre a fer: aprendre conceptes i desenvolupar capacitats, donant importància al procés individual d'aprenentatge que facilita el treball en grup.
- Aprendre a ser: el treball artístic i estètic rigorós demana un esforç individual que fa aprendre en la pràctica un seguit de valors que van més enllà de l'aula, valors que serveixen per afrontar situacions quotidianes.
- Aprendre a viure: créixer en la convivència i en la participació de la societat.[cal citació]

## Organització
La duen a terme la Fundació l'ARC Música i l'equip de treball de Xamfrà.
S'encarreguen de la recerca d'ajuts financers i programàtics d'agents públics i privats.
El seu equip de treball està format per una coordinadora, diversos professors i professores i una educadora social.
Busca els recursos financers necessaris: realitza les peticions de subvencions, fa la recerca de convenis amb entitats públiques i privades i organitza la campanya "d'Amics".

## Premis
- El 2006 va rebre el premi Ciutat de Barcelona en la categoria d'Educació, el qual va ser recollit per les impulsores del projecte Maria Dolors Bonal, Ester Bonal i Àngels Roger. Aquestes varen declarar que: «Xamfrà ha possibilitat que mitjançant la sensibilització cap als llenguatges artístics, els més joves hagin après a compartir, cooperar i expressar-se».[5]
- El 2007 Maria Dolors Bonal (fundadora de l'ARC Música) va rebre el Premi Marta Mata (Associació Rosa Sensat) en reconeixement de la trajectòria en favor de l'educació musical de diverses generacions.
- L'any 2009 va rebre el Premi Federico Mayor Zaragoza.[cal citació]
- L'any 2010 va ser un dels 24 Projectes triats en la segona edició del llibre Pez de Plata, que recull projectes exemplars de sostenibilitat mediambiental i social, editat per BMW.[cal citació]
- L'any 2010 Maria Dolors Bonal (fundadora de l'ARC Música) va rebre la medalla de la dona del districte de Sarrià-Sant Gervasi.
- L'any 2013 va rebre el Premi del Ministerio de Educación en la modalitat d'educació No Universitària.
- El 2014 va rebre el Premi Francesc Candel (de la Fundació Carulla).
- L'any 2014, Ester Bonal (directora del centre), rep el premi a l'Acció Cívica de la Fundació Carulla.
- El 2014 va rebre el premi Tatiana Sisquella a la solidaritat del diari Ara.[6][7][8]
- El 2014 se li concedeix el Guardó Marta Mata atorgat per l'Associació de Mestres Rosa Sensat[9]
- El 2015, Maria Dolors Bonal (fundadora de Xamfrà) rep el Premi Oriol Martorell (de la Fundació Atlàntida).
- El 2017 va rebre el Premi Buero de Teatre Jove (Fundació Coca-Cola) per l'ús del teatre com a projecte social a l'espectacle "La Jungla d'Asfalt".
- El 2018 va rebre el Premi Buero de Teatre Jove (Fundació Coca-Cola) per la posada en escena a l'espectacle "Senza Fine".
- El 2018 va rebre el Premi 25 de Novembre (Creixem lliures de Violència) juntament amb el Col·lectiu Las Anónimas, pel projecte Resist'Art: Raval Antimasclista, Premi Concedit per l'Ajuntament de Barcelona.
- El 2019 Ester Bonal (directora de Xamfrà) va rebre el premi AEMCAT (Associació d'Ensenyants de Música de Catalunya) a la trajectòria professional.
- El 2019 Maria Dolors Bonal (fundadora de l'ARC Música) va rebre la Medalla d'Or al mèrit cultural de la Ciutat de Barcelona.
- El 2019 Xamfrà rep el premi Alícia pel Projecte Social, concedit per l’Acadèmia catalana de la música.
- El 2019 Xamfrà rep el premi JovEmprèn atorgat per l'Associació Centre Cultural Sant Vicenç de Sarrià, per idees emprenedores liderades per joves.
- El 2019 Xamfrà rep el premi Solidaritat que concedeix des l’Institut de Drets Humans de Catalunya per la tasca solidària que realitza en favor de la convivència i la cohesió social, reivindicant la diversitat mitjançant les expressions culturals.
- El 2019 Xamfrà juntament amb altres entitats del territori espanyol rep el 1r premi del "Desafio solidario" de la Fundació Botín pel projecte “IncluARTE”, un projecte d'inclusió i empoderament de la infància a través de l'art.
- El 2020 Xamfrà rep el Premi Nacional de Cultura que atorga el Consell Nacional de la Cultura i de les Arts pel seu rigor artístic i el seu compromís amb la Cultura de base.
- El 2022 Xamfrà rep la Medalla d’or de la Academia de las Artes escénicas de España per la seva tasca en la divulgació de les arts escèniques.